# Круціята визволення людини

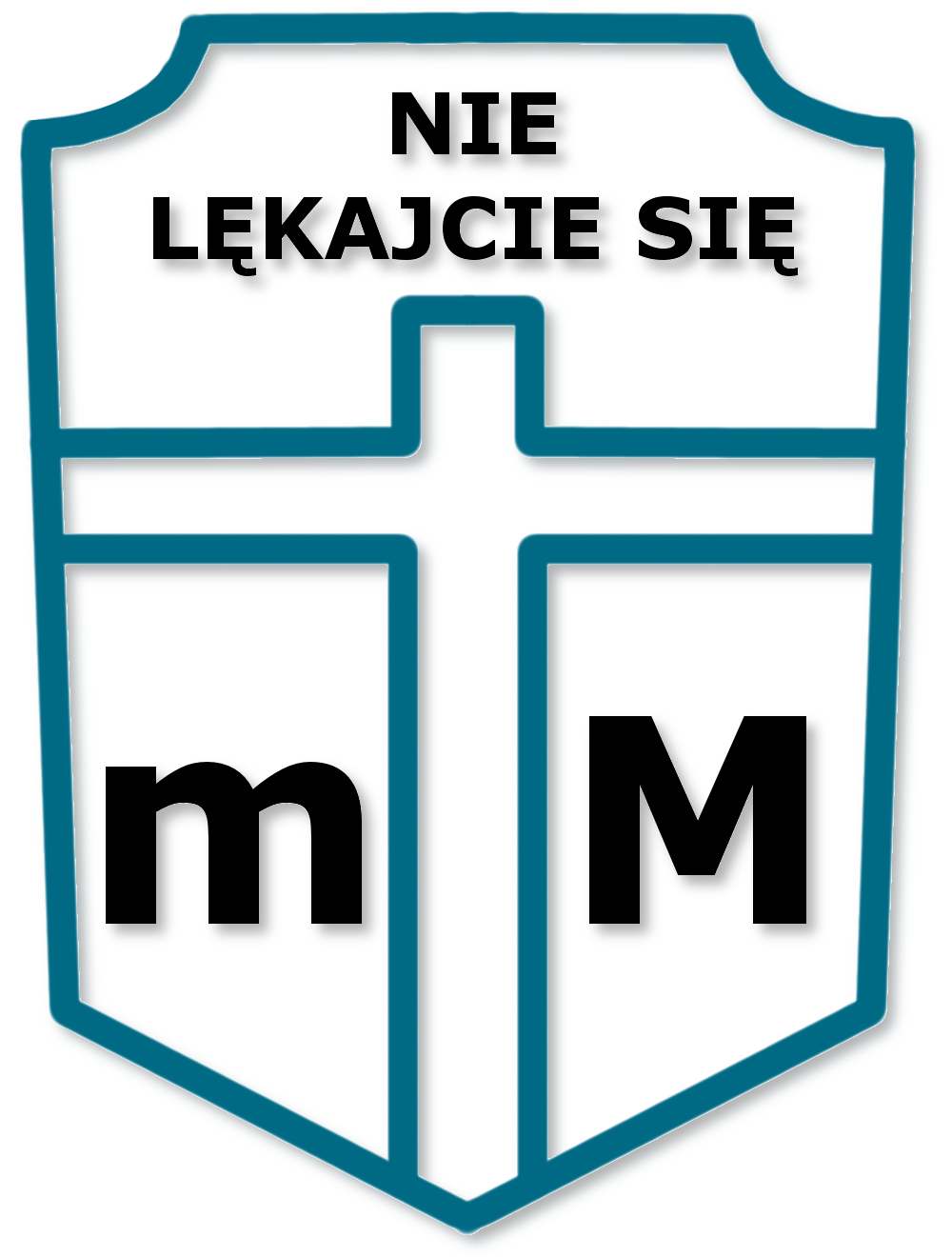
Польська та українська версії Гербів Круціяти визволення людини

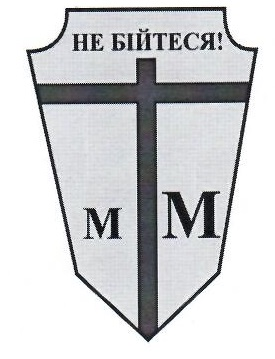

Круціята Визволення Людини або КВЛ — це програма дій, спрямованих на популяризацію стриманості, заснована отцем Франциском Бляхницьким та Рухом «Світло-Життя», проголошена 8 червня 1979 року в містечку Новий Тарг у присутності Івана Павла II.

## Історія
Прототипом Круціяти (з лат. cruciatae — «хрестовий похід») визволення людини є Круціята тверезості (згодом Круціята стриманості), заснована отцем Франциском Бляхницьким 1957 року. Осередок Круціяти був ліквідований у 1960 році Службою безпеки. У наступні роки популяризація стриманості відбувалася як частина реколекційних оаз.
Безпосереднім стимулом до повстання КВЛ став заклик Івана Павла II протиставитися «усьому, що принижує людську гідність, принижує звичаї здорового суспільства».

## Завдання
КВЛ — це євангелізаційна програма, завдання якої полягає в тому, щоб звільнити людину від залежностей, довірившись Ісусу Христу. Метою є досягнення свободи, як вона розуміється відповідно до християнської концепції свободи особистості. Учасники Круціяти практикують молитву, піст і милостиню. Молитва жертвується у намірі за залежних осіб; піст означає добровільну відмову від будь-яких алкогольних напоїв як вираження християнської любові до залежних людей; милостиня ж покликана дати нашим ближнім те, чого вони найбільше потребують (надія, турбота, час і т. д.). Ідея Круціяти полягає в тому, щоб відкрити людську і християнську гідність, навчитися жити згідно з Божим планом.
Цілі Круціяти визволення людини:
- члени КВЛ прагнуть жити згідно з християнськими цінностями і представляти їх перед іншими
- вони намагаються жити як вільні особистості, відповідальні за свою поведінку
- добровільно і повністю відмовляються від вживання алкоголю як напою, прагнуть жити у тверезості
- виступаючи проти суспільного звичаю вживання алкоголю, вони організовують світські зустрічі та будь-які святкування без алкоголю
- вони беруть участь у служінні поневоленим та залежним людям — не лише від алкоголю

Є два типи приналежності до Круціяти визволення людини:
- кандидат — заявляє про приналежність до КВЛ терміном на один рік
- член — заявляє про постійну приналежність

Добровільне зобов'язання до молитви та повна абстиненція (утримання від алкоголю) декларуються письмово та подаються або надсилаються до відповідних Центрів Руху «Світло Життя», що існують у дієцезіях Польщі, України та багатьох інших країн. Декларації постійних членів заносяться до Книг реєстрації актів визволення.

## Герб КВЛ
Місію Круціяти виражає її герб і заклик Не бійтеся! — слова, які часто говорив Христос і неодноразово повторював папа св. Іван Павло II. Вони пригадують членам Круціяти, що головне їхнє завдання — це «визволення людей від страху, який робить людину невільником». Решта елементів герба мають для членів КВЛ такі символи:
- Хрест є знаком перемоги у Христі та знаком круціяти — хрестового походу.
- Літера М символізує Марію, що стоїть під Хрестом, — приклад нашого віддання Христу та повного послуху Божій волі, тобто свободи.
- Мала літера м з іншого боку Хреста символізує слово «ми» — спільноту вільних людей, які визволяють[1].

## Молитва КВЛ
Молитовна практика є ключовим елементом приналежності до КВЛ. Учасники Круціяти відмовляють «молитву віддання», що міститься в декларації, автором якої є отець Франциск Бляхницький. Вона адресована Непорочній Діві, Матері Церкви, першій покровительці Круціяти. Круціяту також називають Справою Непорочної Діви, Матері Церкви, св. Станіслава зі Щепанова та св. Максиміліана Марії Кольбе, яких також зараховують до покровителів КВЛ.

## Гімн КВЛ
Гімном Круціяти є пісня «Велике серце нам дай», яка передає суть Круціяти.